# Steve McManaman
Steven "Steve" McManaman (født 11. februar 1972 i Liverpool, England) er en tidligere engelsk fodboldspiller, der spillede som midtbanespiller hos Liverpool FC, Real Madrid og Manchester City. Han nåede desuden 37 kampe for Englands landshold.

## Klubkarriere
McManaman, der var født og opvokset i Liverpool, startede sin seniorkarriere i 1989 hos byens storklub Liverpool F.C., hvor han i løbet af det næste årti etablerede sig som fast mand på holdets midtbane, og som en favorit blandt klubbens fans. Han var med klubben med til at vinde FA Cuppen i 1992 og Liga Cuppen i 1995. I 1999 valgte han dog at forlade Merseyside og skifte til spansk fodbold, hvor han skrev kontrakt med La Liga-giganterne Real Madrid.
McManaman blev i Real Madrid en del af en af klubbens mest succesfulde perioder i nyere tid. Under hans tid på Santiago Bernabéu vandt holdet to spanske mesterskaber, to Champions League-titler, samt UEFA Super Cup og Intercontinental Cup i 2002. Han blev ved holdets Champions League-triumf i 2000 den første englænder nogensinde til at vinde turneringen med et ikke-engelsk hold.
Efter at være blevet spansk mester for anden gang i 2003 rejste McMananman tilbage til England, hvor han skrev kontrakt med Manchester City. Her spillede han sine to sidste sæsoner, inden han stoppede karrieren i sommeren 2005.

## Landshold
McManaman nåede gennem sin karriere at spille 37 kampe og score to mål for Englands landshold. Han var en del af den engelske trup til EM i 1996 på hjemmebane, VM i 1998 i Frankrig samt EM i 2000 i Belgien og Holland.

## Titler
FA Cup
- 1992 med Liverpool F.C.

League Cup
- 1995 med Liverpool F.C.

La Liga
- 2001 og 2003 med Real Madrid

Champions League
- 2000 og 2002 med Real Madrid

UEFA Super Cup
- 2002 med Real Madrid

Intercontinental Cup
- 2002 med Real Madrid